# 濱田純一
濱田 純一（はまだ じゅんいち、1950年（昭和25年）3月14日 - ）は、日本の法学者。放送倫理・番組向上機構 (BPO) 理事長（2015年4月から）。東京大学名誉教授。専門はメディア法、情報法、情報政策。法学博士（東京大学・課程博士・1980年）（学位論文「基本権理論における制度の観念」1980年9月）。
兵庫県明石市出身。第29代東京大学総長（任期は2009年4月から6年間）。東大総長としては、初の戦後生まれとなる。趣味は山歩き。

## 経歴
- 1968年 3月 - 灘高等学校卒業[2]
- 1972年 3月 - 東京大学法学部第2類（公法コース）卒業[3]
- 1974年 3月 - 東京大学大学院法学政治学研究科公法専門課程修士課程修了
- 1979年 3月 - 東京大学大学院法学政治学研究科公法専門課程博士課程単位取得退学
- 1979年 4月 - 東京大学新聞研究所助手
- 1981年10月 - 東京大学新聞研究所助教授
- 1992年 4月 - 東京大学社会情報研究所教授
- 1995年 4月 - 東京大学社会情報研究所長（1999年3月まで）
- 2000年 4月 - 東京大学大学院情報学環教授（東京大学大学院情報学環長・学際情報学府長（2002年3月まで））
- 2005年 4月 - 国立大学法人東京大学理事・副学長
- 2009年 4月 - 国立大学法人東京大学総長（第29代（2015年3月まで）[4]

### 学外における役職
- 日本マス・コミュニケーション学会理事 (1999 - )
- 日本マス・コミュニケーション学会会長 (2009 - )
- 総務省電波監理審議会委員 (2000 - )
- 放送倫理・番組向上機構 (BPO) 理事 (2008/11 - )
- 総務省電波監理審議会会長 (2009 - )
- 国立大学協会会長 (2009/04 - )
- グローバルCOEプログラム委員会委員 (2010 - )
- 2011年 4月 - 中央教育審議会委員（第6期、第7期)
- 放送倫理・番組向上機構理事長 (2015 - )
- 国土緑化推進機構理事長 (2020 - )

## 著書・論文
- 『制度概念における主観性と客観性』（現代憲法学研究会編『現代国家と憲法の原理』所収）（有斐閣、1983）
- 『メディアの法理』（日本評論社、1990/05）ISBN 4-535-57868-0
- 『情報法』（有斐閣、1993/04）ISBN 978-4641044241
- 『情報学事典』（共著編）（弘文堂、2002/06）
- 『東京大学知の森が動く』（東京大学出版会 2011/03）
- 『東大はなぜ秋入学を目指したか』（朝日新聞出版、2020/09）ISBN 978-4022517180